# Josef Klinger
Josef Klinger (ur. 6 czerwca 1967 w St. Johann im Pongau) – austriacki szachista i pokerzysta, arcymistrz od 1988 roku.

## Kariera sportowa
Dzięki osiągniętym w latach 80. sukcesom uznany został za najbardziej utalentowanego austriackiego szachistę drugiej połowy XX wieku. Pierwszy tytuł indywidualnego mistrza kraju zdobył w roku  1985, drugi - w 1993. Trzykrotnie (1986, 1988, 1990) reprezentował narodowe barwy na szachowych olimpiadach (za każdym razem na I szachownicy), w swoim debiucie zdobywając indywidualnie srebrny medal za wynik 9 pkt w 12 partiach.
Mając 15 lat reprezentował już w roku 1982 Austrię w mistrzostwach świata oraz Europy juniorów do lat 20, uzyskując wyniki powyżej 50%. W turniejach tych startował do ukończenia 20. roku życia, największy sukces osiągając w 1985 w Szardży, gdzie zdobył brązowy medal. Bliski powtórzenia tego wyniku był rok później w Gausdal, dzieląc wraz z Jewgienijem Bariejewem i Ferdinandem Hellersem III-V miejsce. W 1987 zwyciężył w Zug (m.in. przed Lucasem Brunnerem i Davidem Norwoodem), w 1988 triumfował w otwartych turniejach w Zurychu, Bad Wörishofen i Liechtensteinie, natomiast w 1989 zajął II miejsca (za Danielem Camporą) w otwartych mistrzostwach Szwajcarii oraz (za Matthiasem Wahlsem) w Lucernie. W 1990 zwyciężył (przed Aleksandrem Wojtkiewiczem) w openie w Werfen, a w 1991 w kołowym turniejach w Bernie (przed Wiktorem Gawrikowem) oraz Suhr (wraz z Wiktorem Gawrikowem). W 1992 ponownie okazał się najlepszy w Werfen, a w następnym roku podzielił w tym mieście I miejsce (wraz z m.in. Władimirem Burmakinem i Olegiem Korniejewem). Ostatnim szachowym sukcesem Klingera było dzielenie III miejsca (wraz z m.in. Marcinem Kamińskim) w Velden am Wörther See w roku 1994. Rok później zakończył karierę szachisty i zawodowo zaczął grać w pokera, w grze tej osiągając znaczne sukcesy, m.in. w 2002 World Series Of Poker wygrał ponad 150 tysięcy USD, a 2003 zwyciężył w rozegranym w Wiedniu turnieju Vienna Spring Festival, za co otrzymał 80 tysięcy euro.
Najwyższy ranking w karierze osiągnął 1 lipca 1990, z wynikiem 2520 punktów zajmował wówczas 1. miejsce wśród austriackich szachistów.